# Dicariofase

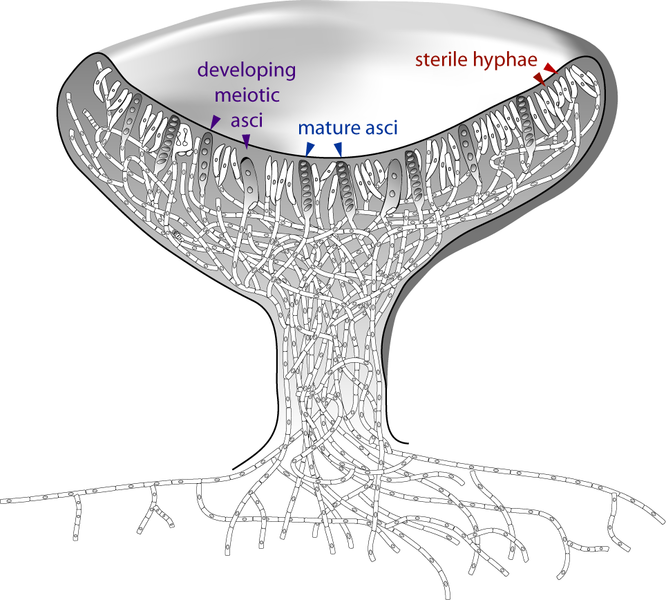
Ascomicete. La parte superiore concava è l'imenio, dove alloggiano ife sterili inframezzate da ife fertili.

La Dicariofase è la fase n+n (dicariotica) di una qualsiasi cellula eucariotica con ciclo vitale che attraversa un'alternanza di fase nucleare. Questo perché la dicariofase è una diretta conseguenza della meiosi, e solo gli eucarioti possono effettuare questo processo. In pratica si tratta del periodo che intercorre fra la plasmogamia e la cariogamia, in cui vi è il Dikaryon. La lunghezza di tale periodo, ha una durata diversissima da specie a specie, e raggiunge la sua espressione massima in alcuni tipi di fungi (ascomiceti e basidiomiceti).

## Nei funghi
In questi funghi superiori, le spore prodotte (ascospore o basidiospore a seconda del phylum) formano il micelio primario (aplofase). Le ife di tale micelio, presentano polarità "+" o "-" (convenzione per indicarne il sesso), e quando si incontrano, danno origine ad un'unica ifa con due nuclei che non si fondono subito (la dicariofase appunto). L'ifa per mitosi forma il micelio secondario, una struttura sterile, che solo nell'imenio, possiederà la capacità di produrre ife fertili, che effettueranno la cariogamia. Subito dopo questa vi è la meiosi che darà 4 spore, per chiudere il ciclo. Quindi è la diplofase in questo caso, a durare pochissimo (giusto il tempo dell'unione tra due nuclei + e - e la meiosi), mentre la dicariofase è una parte importante del ciclo vitale di queste specie.

## Negli altri organismi
La dicariofase si riduce all'incontro fra i due nuclei nell'uovo, dopo che è avvenuta la plasmogamia con il gamete del partner (è la fase centrale della fecondazione).